# Lipófilo
La lipofilicidad es la capacidad de un compuesto químico para disolverse en grasas, aceites, lípidos y disolventes apolares como el hexano o el tolueno. Tales compuestos se denominan lipofílicos o lipófilos. Estos disolventes apolares son a su vez lipofílicos, y la expresión "lo semejante disuelve a lo semejante" suele cumplirse. Así, las sustancias lipofílicas tienden a disolverse en otras sustancias lipofílicas, mientras que las sustancias hidrofílicas tienden a disolverse en agua y en otras sustancias hidrofílicas.
La lipofilicidad, la hidrofobicidad y la no polaridad pueden describir la misma tendencia a contribuir en las fuerzas de dispersión de London, ya que los términos suelen utilizarse indistintamente. Sin embargo, los términos "lipófilo" e "hidrófobo" no son sinónimos, como puede verse con las siliconas y los perfluorocarbonos, que son hidrófobos pero no lipófilos.
En una disolución o coloide, las partículas lipófilas tienden a acercarse y mantener contacto con los lípidos. Por ejemplo, los jabones poseen una parte de la molécula hidrófila (y a su vez lipófoba) y otra lipófila (y a su vez hidrófoba).

## Coeficiente de lipofilicidad
Experimentalmente, el valor del coeficiente de lipofilicidad se determina utilizando el coeficiente de reparto en el sistema estándar de n-octanol/agua. El logaritmo del coeficiente de partición de las formas no cargadas del sustrato es el valor deseado, denotado de forma general como logP.
{\displaystyle log\ P_{octanol/agua}=\log {\Biggl (}{\frac {{\big [}soluto{\big ]}_{octanol}}{{\big [}soluto{\big ]}_{agua}}}{\Biggr )}}
El coeficiente de lipofilicidad puede calcularse mediante tablas y reglas empíricas; sin embargo, el resultado depende de la capacidad de la molécula para asumir distintas configuraciones espaciales y la precisión del cálculo se reduce en el caso de moléculas más complejas. Existen bases de datos electrónicas y programas para calcular el coeficiente de lipofilicidad.
La determinación experimental de la lipofilicidad también es posible mediante cromatografía líquida en fase inversa utilizando, por ejemplo, una columna de fase injertada C18 o C8. Dado que en la fase inversa el tiempo de rendimiento de una sustancia es directamente proporcional a su lipofilicidad, conociendo el tiempo de rendimiento y la lipofilicidad de sustancias conocidas (patrones) en las mismas condiciones cromatográficas, es posible calcular el valor de lipofilicidad de un compuesto dado.